# Pterodon
Pterodon é um género botânico pertencente à família Fabaceae, descrito por Vogel em 1837. O gênero é constituído por quatro espécies.